# Pedrachá
Pedrachá es un despoblado situado en la parroquia de Cervás, del municipio de Ares, en la provincia de La Coruña, España.